# Seveso (település)
Seveso (lombardul: Séves vagy Scéves) település Olaszországban, Lombardia régióban, Monza e Brianza megyében. Lakosainak száma 23 882 fő (2023. január 1.). Seveso Barlassina, Lentate sul Seveso, Cesano Maderno, Cogliate, Seregno és Meda községekkel határos.

## Népesség
A település lakossága az elmúlt években az alábbi módon változott:
| Lakosok száma | 23 240 | 23 474 | 23 456 | 23 882 |
|               | 2013   | 2017   | 2018   | 2023   |